# Небето на Велека
„Небето на Велека“ е български игрален филм (драма) от 1968 година на режисьора Едуард Захариев, по сценарий на Дико Фучеджиев. Оператор е Иван Цонев. Музиката във филма е композирана от Кирил Дончев.

## Сюжет
Мартин, човек на средна възраст, се завръща по родните места. Това е устието на Велека – най-красивата в света река за него. Изминали са близо двадесет години. Тук го посреща бай Петко Белия. Заедно са участвали в колективизацията на селското стопанство. Без да се замислят на чия страна е истината, са изключили от партията един от най-съзнателните комунисти – Първан, дръзнал да се противопостави на глупостта. Обвинен несправедливо, той се самоубива. Вече започва да избледнява споменът за истинските врагове като опитния бандит Велиев. Мъдростта и спокойствието на вечната река стоят над човешките страсти. Преосмислил миналото, Мартин си тръгва с вяра в бъдещето.
Това е единственият български игрален филм, който е спрян и не е пускан на екран.

## Актьорски състав
Роли във филма изпълняват актьорите:
- Георги Георгиев – Гец – Мартин
- Михаил Михайлов – Бай Петко Белия
- Георги Калоянчев – Лазар
- Тодор Щонов – Мартин като млад
- Наум Шопов – Цветан
- Мая Драгоманска – Невена
- Юлий Стоянов – Председателят Първан
- Кирил Янев – Бай киро
- Найчо Петров – Ръководителят на засадата
- Иван Аршинков – Внучето на бай Петко